# Алоброги
Алоброгите (на латински: Allobroges) са келтско племе, което е подчинено от Юлий Цезар.
Тяхната земя се намира между реките Рона, Изер (в днешна югоизточна Франция) и Женевското езеро. Край Женева граничат с хелветите. През 121 г. пр.н.е. римските войски на Квинт Фабий Максим побеждават алоброгите (които са подкрепени от арверните) при главното им селище – Виен (на 30 км от Лион). Земите на племето са присъединени към римската провинция Нарбонска Галия. Алоброгите въстават за последен път през 61 г. пр.н.е..
Те играят значителна роля в Катилинския заговор, понеже издават Катилина на тогавашния консул Цицерон.